# Stephan von Perche
Stephan von Perche (eigentlich von Le Perche; frz. Étienne du Perche; * nach 1137; † 1169) war Kanzler des Königreichs Sizilien (1166–1168) und Elekt-Erzbischof von Palermo (1167–1168).
Er war vermutlich ein Sohn des Grafen Rotrou III. von Le Perche.
Er wurde von seiner Verwandten Margarete von Navarra nach Sizilien gebeten, als diese 1166 die Regentschaft über Sizilien übernahm. Stephan beabsichtigte in dieser Zeit einen Kreuzzug ins Heilige Land zu unternehmen und kam der Aufforderung nach. Dort angekommen ernannte ihn Margarete 1166 zum Kanzler von Sizilien und ließ ihn 1167 zum Erzbischof von Palermo wählen. Am sizilianischen Hof geriet er unter anderem mit Matheus von Salerno in Konflikt und wurde 1168 nach einigen Unruhen seiner Ämter enthoben und ins Exil gezwungen.
Stephan begab sich daraufhin ins Königreich Jerusalem, wo er bald schwer erkrankte und 1169 starb. Er wurde in Jerusalem begraben.